# Micah Kogo
Micah Kipkemboi Kogo oder Micah Kemboi Kogo (* 3. Juni 1986 in Burnt Forest, Uasin Gishu District, Provinz Rift Valley) ist ein kenianischer Langstreckenläufer.
Er fing mit dem Laufsport in der Kewet Primary School an, inspiriert vom Mittelstreckenläufer David Kibet, den er in seinem Dorf beim Training gesehen hatte. Nachdem er die AIC Thulwet Secondary School absolviert hatte, schloss er sich dem Trainingslager von Sammy Rono an. Seit 2005 tritt er international in Erscheinung. 2005 und 2006 gewann er die Course de l’Escalade. 2006 stellte er beim Memorial Van Damme über 10.000 Meter mit 26:35,63 min eine Weltjahresbestleistung auf. Im selben Jahr siegte er beim Zevenheuvelenloop über 15 km.
2007 gewann er den Parelloop in 27:07 min, nur fünf Sekunden langsamer als der damalige Weltrekord im 10-km-Straßenlauf von Haile Gebrselassie. Danach siegte er beim Great Manchester Run sowie beim Falmouth Road Race und wurde beim Leichtathletik-Weltfinale Zweiter über 5000 Meter. Im Jahr darauf gewann er die Premiere von London 10,000 und qualifizierte sich für den 10.000-Meter-Lauf der Olympischen Spiele in Peking. Dort gewann er in einer Zeit von 27:04,11 min die Bronzemedaille. Zum Saisonabschluss gewann er den Silvesterlauf Trier.
Im März 2009 stellte er beim Parelloop mit einer Zeit von 27:01 min einen Weltrekord im 10-km-Straßenlauf auf. Bei den Weltmeisterschaften in Berlin wurde er über 10.000 Meter Siebter.
2010 wurde er beim Parelloop Zweiter. Bei den Grand 10 Berlin trat er gegen den neuen 10-km-Weltrekordler Leonard Patrick Komon an, wurde er aber von diesem um eine Minute geschlagen und kam nur auf den vierten Platz.
Micah Kipkemboi Kogo ist 1,70 m groß und wiegt 56 kg. Er wird von Sammy Rono trainiert und vom Manager Ricky Simms (PACE Sports Management) betreut.

## Bestzeiten
| Disziplin         | Zeit         | Datum              | Ort                   |
| ----------------- | ------------ | ------------------ | --------------------- |
| 3000 m            | 7:38,67 min  | 7. August 2007     | Stockholm, Schweden   |
| 2 Meilen          | 8:20,88 min  | 23. August 2005    | Linz, Österreich      |
| 5000 m            | 13:00,77 min | 25. Juli 2006      | Stockholm, Schweden   |
| 10.000 m          | 26:35,63 min | 25. August 2006    | Brüssel, Belgien      |
| 10-km-Straßenlauf | 27:01 min    | 29. März 2009      | Brunssum, Niederlande |
| 15-km-Straßenlauf | 42:32 min    | 20. September 2009 | Zaanstad, Niederlande |
| Halbmarathon      | 59:33 min    | 15. März 2015      | Lissabon, Portugal    |

- Alle Zeiten stammen vom IAAF-Profil.[11]